# 通湖
64°42′18″N 13°12′42″E / 64.7050°N 13.2116°E

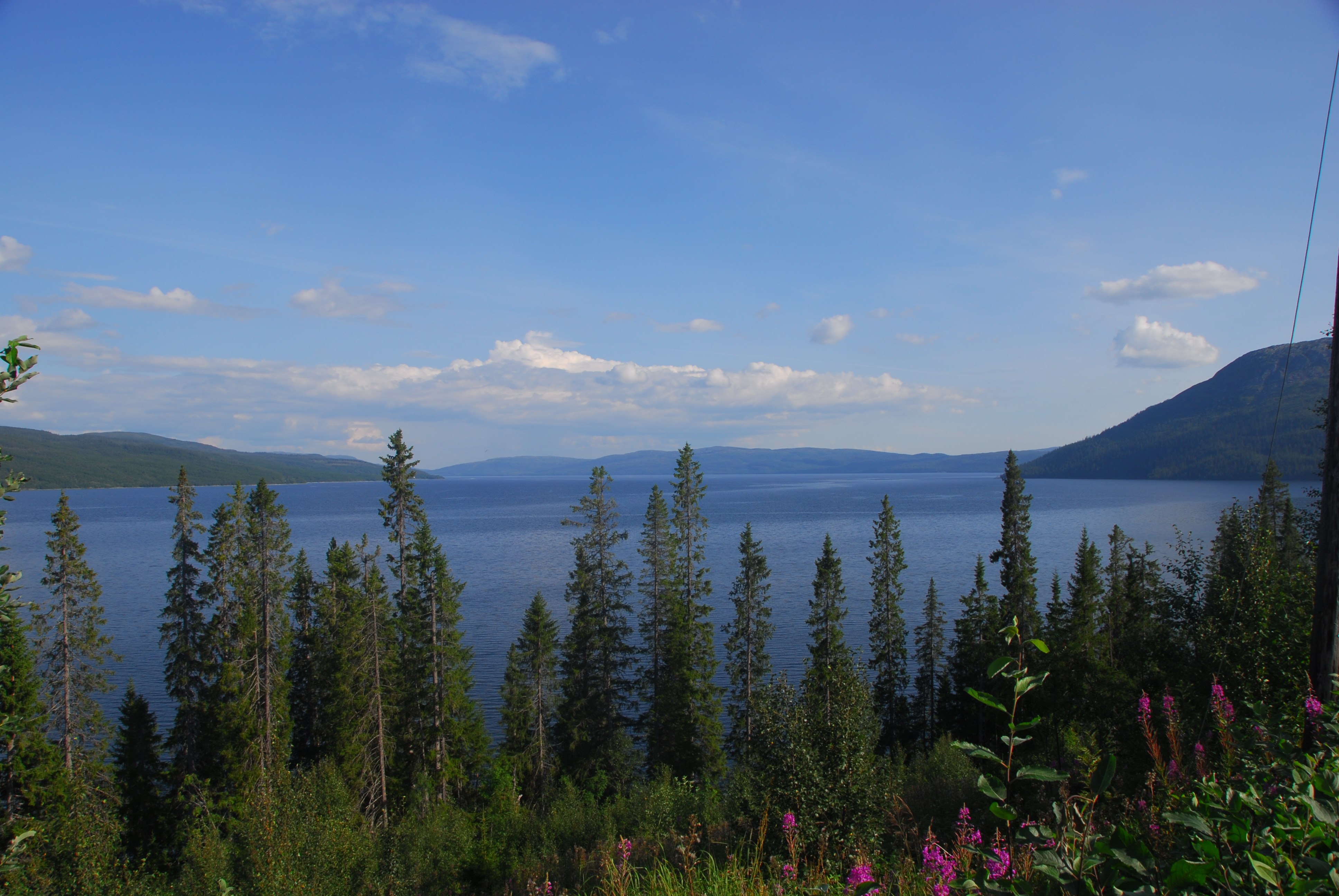
通湖

通湖（挪威語：Tunnsjøen）是挪威的湖泊，由北特倫德拉格郡負責管轄，長20公里、寬10公里，面積100.18平方公里，湖岸線長度118公里，海拔高度358米，最大水深220米，蓄水量8.68立方公里。